# Budget du gouvernement du Québec de 2023
Lire en ligne

Discours sur le budget

Budget de dépenses

2022 2024
Le budget du gouvernement du Québec de 2023 s'appliquant à l'année fiscale 2023-24 a été présenté par Eric Girard le 21 mars 2023 à l'Assemblée nationale. C'est le cinquième exposé budgétaire d'Eric Girard et le premier budget de la 43e législature du Québec.

## Contexte
Dans une mêlée de presse tenu fin février 2023 le ministre indique qu'il entend que le budget « respecte [les] engagements » pris par la Coalition avenir Québec lors de la campagne pour les élections de 2022, malgré le contexte économique difficile marqué par une forte inflation et la remontée des taux directeurs de la Banque du Canada.

### Mise à jour du 8 décembre 2022
Le budget fait suite à une mise à jour économique déposée le 8 décembre 2022. Celle-ci annonce des mesures pour limiter l'impact de l'inflation sur les ménages, notamment:
- Un relèvement de l'aide aux aînés ;
- Un montant ponctuel pour le coût de la vie atteignant jusqu'à 600 $ par personne ;
- Un plafonnement de la hausse annuelle des tarifs gouvernementaux à 3 % jusqu'en 2026 ;
- Une indexation de 6,44 % du régime fiscal à partir du 1er janvier 2023.

### Bulletin du 8 février 2023
Quelques semaines avant le budget l'impôt sur le tabac est haussé. La hausse vise à appuyer la Stratégie pour un Québec sans tabac 2020-2025 pour réduire la consommation de tabac de 10 % d'ici 2025,. C'est la première augmentation réalisée depuis 2014 mais, même après la hausse annoncée, les taxes sur le tabac au Québec demeurent les plus faibles de toutes les provinces canadiennes.

## Principales mesures

### Revenus

#### Baisse de l'impôt sur le revenu
La Coalition avenir Québec avait annoncé dans sa plateforme pour les élections générales de l'automne 2022 une baisse d'impôt ciblant particulièrement la classe moyenne. Le barème de l'impôt sur le revenu est remanié par le budget:
- La première tranche d'imposition passe de 15 à 14 % ;
- La deuxième tranche passe de 20 à 19 %.

Le taux de conversion des crédits d'impôts passe également de 15 à 14 %. Pour compenser cette baisse, le montant accordé pour certains crédits est augmenté pour que l'avantage fiscal ne soit pas diminué. La baisse d'impôt s'applique sur toute l'année 2023 mais ne sera reflétée dans les déductions à la source qu'au 1er juillet 2023.
Le taux appliqué à l'impôt minimum de remplacement est également abaissé de 15 à 14 %.

### Dépenses
Des investissements de 2,3 milliards sont annoncés en éducation pour favoriser l'accès et la diplomation aux études supérieures. Ce plan prévoit notamment de pérenniser définitivement la bonification apportée aux prêts et bourses lors de la pandémie de Covid-19.

## Réactions

### Monde politique
Le Parti libéral du Québec, opposition officielle, critique les baisses d'impôts accordées, la faiblesse de l'aide en faveur des familles et le manque de vision générale du budget.
Les municipalités reçoivent globalement négativement le budget 2023-2024. La mairesse de Montréal Valérie Plante pointe la faiblesse des investissements en faveur du logement et du transport collectif.

### Monde syndical
Le budget est reçu également de façon mitigée par les centrales syndicales et patronales :
- La CSQ et le SFPQ critiquent le coût important de la baisse de l'impôt sur le revenu et le manque de moyens accordés aux services publics malgré quelques initiatives jugées intéressantes[15],[16] ;
- Plusieurs groupements d'entrepreneurs et chambres de commerces approuvent certaines mesures du budget (notamment concernant la pénurie de main-d'œuvre[17]) mais certains pointent le peu de mesures en faveur des entreprises[18].

## Parcours législatif

### Lois de crédits
Le budget de dépenses comprend 125,45 milliards de crédits budgétaires totaux dont 98,10 milliards de crédits à voter et 27,35 milliards de crédits permanents ou déjà votés lors des années précédentes.
La première loi sur les crédits pour l'année 2023-24 (projet de loi 18) est présentée le 22 mars 2023 à l'Assemblée nationale par la présidente du Conseil du trésor Sonia LeBel. La loi est adoptée le même jour et sanctionnée le lendemain. La loi autorise 27,38 milliards de crédits soit 27,9 % des crédits à voter dans le budget de dépenses déposé le 21 mars.

#### Textes officiels
- Discours sur le budget : Budget 2023-2024, Québec, 21 mars 2023 (lire en ligne)
- Renseignements supplémentaires sur les mesures budgétaires : Budget 2023-2024, Québec, 21 mars 2023 (lire en ligne)
- Conseil du trésor, Budget de dépenses 2023-2024, vol. 3 : Crédits et dépenses des portefeuilles, Québec, Gouvernement du Québec (ISBN 978-2-550-94161-3, lire en ligne)
- Loi n°1 sur les crédits, 2023-2024, LQ 2023, c. 4  (lire en ligne, consulté le 2 mai 2023)